# Georg Friedrich Treitschke
Georg Friedrich Treitschke (29 de agosto de 1776 – 4 de junio de 1842) fue un libretista, traductor y entomólogo alemán. Nació en Leipzig y murió en Viena.
En 1800 llegó a la Hofoper de Viena. De 1809 a 1814 fue director de la Viennese Theater an der Wien. Escribió sobre todo libretos para Pablo Vranický, Adalbert Gyrowetz y C. Weigl (Weisenhaus, El Orfanato), y tradujo muchas óperas francesas óperas al alemán. 

## Obras entomológicas
- con Ochsenheimer, F. (1825): Die Schmetterlinge von Europa, la Banda de 5/1. – Leipzig (Fleischer). XVI + 414 S.
- Treitschke, F. (1825): Die Schmetterlinge von Europa, la Banda de 5/2. – Leipzig (Fleischer). 447 + [1] S.
- Treitschke, F. (1826): Die Schmetterlinge von Europa, la Banda de 5/3. – Leipzig (Fleischer). IV + 419 + [1] S.
- Treitschke, F. (1827): Die Schmetterlinge von Europa, la Banda de 6/1. – Leipzig (Fleischer). VIII + 444 S.
- Treitschke, F. (1828): Die Schmetterlinge von Europa, la Banda 6/2. – Leipzig (Fleischer). 319 S.
- Treitschke, F. (1829): Die Schmetterlinge von Europa, la Banda 7. – Leipzig (Fleischer). VI + 252 S.
- Treitschke, F. (1830): Die Schmetterlinge von Europa, la Banda de 8. – Leipzig (Fleischer). VIII + 312 S.
- Treitschke, F. (1832): Die Schmetterlinge von Europa, la Banda de 9/1. – Leipzig (Fleischer). VIII + 272 S.
- Treitschke, F. (1833): Die Schmetterlinge von Europa, la Banda 9/2. – Leipzig (Fleischer). 284 S.
- Treitschke, F. (1834): Die Schmetterlinge von Europa, la Banda de 10/1. – Leipzig (Fleischer). X + 286 S.
- Treitschke, F. (1835): Die Schmetterlinge von Europa, la Banda de 10/2. – Leipzig (Fleischer). [2] + 340 S.
- Treitschke, F. (1835): Die Schmetterlinge von Europa, la Banda de 10/3. – Leipzig (Fleischer). [4] + 302 S.
- Treitschke, F. (Hrsg.) (1840-1843): Naturhistorischer Bildersaal des Thierreiches. Nach William Jardine. Vorwort von K. Vogel. 4 Bände. – Pesth und Leipzig (Hartleben). Ca. 770 S., 180 Taf. (360 Abb.).
- Treitschke, F. (1841): Naturgeschichte der europäischen Schmetterlinge. Schwärmer und Spinner. – Pesth (Hartleben). [9] + XIV + [2] + 222 S., Frontispiz, 30 De Taf.